# Démocrates de guerre
Les Démocrates de guerre (en anglais : War Democrat) sont, dans la politique américaine des années 1860, des membres du Parti démocrate qui soutenaient l'Union et rejetaient les politiques des Copperheads (ou Peace Democrats). Les Démocrates de guerre exigeaient une politique plus agressive envers la Confédération et appuyaient la politique du président républicain Abraham Lincoln, lorsque la guerre de Sécession éclatait quelques mois après sa victoire à l'élection présidentielle de 1860.

## Histoire

### Élections en Ohio
Lors des élections cruciales de l'Ohio en 1862, les républicains et les démocrates de guerre formèrent un parti unioniste. Cela conduit à la victoire sur les démocrates, dirigés par le Copperhead Clement Vallandigham. Cependant, cela causa des problèmes pour la candidature à la réélection du sénateur républicain radical Benjamin Wade. Les démocrates de guerre s'opposaient au radicalisme de Wade, et Wade refusait de faire des concessions à leur point de vue. Il fu réélu de justesse par le corps législatif.
En 1863, la campagne du gouverneur de l'Ohio attira l'attention nationale. Les républicains et les démocrates de guerre de l'Ohio étaient mécontents de la direction du gouverneur de l'Ohio, David Tod, et se sont tournés vers le démocrate de guerre John Brough après qu'il eut prononcé un discours fortement pro-Union dans sa ville natale de Marietta le 10 juin 1863. Il fut élu au poste de gouverneur qui tombait sous le signe de la pro-Union, en partie grâce à son soutien plus fort que Tod à la direction anti-esclavagiste que prenait l'effort de guerre du Nord. Il télégraphia à Washington qu'il avait une marge de 100 000 voix sur Vallandigham. Le président Lincoln envoya un télégramme à Brough : « Gloire à Dieu au plus haut des cieux. L'Ohio a sauvé la nation. »

### Campagne présidentielle de 1864
Reconnaissant l'importance des démocrates de guerre, le parti républicain changea de nom pour le ticket national lors de l'élection présidentielle de 1864, qui s'est tenue pendant la guerre civile. Le Parti de l'Union nationale nomma le président sortant et « ancien » républicain Lincoln au poste de président et l'ancien démocrate de guerre Andrew Johnson au poste de vice-président. Ainsi, de nombreux démocrates de guerre pouvaient soutenir les politiques de Lincoln pendant la guerre civile tout en évitant le ticket « républicain ». Alors qu'un grand nombre de dissidents républicains avaient maintenu une entité séparée du National Union Party avant les élections de 1864, ils retiraient leur ticket de peur que le fractionnement du vote ne permette aux Copperhead Democrats et à leur ticket « paix à tout prix » de remporter éventuellement les élections. Le ticket de l'Union nationale remporta 42 des 54 sièges disponibles au Sénat et 149 des 193 sièges disponibles à la Chambre des représentants.

### 1865-1869
Après l'assassinat de Lincoln en 1865, Johnson devenait président. Les politiques de reconstruction de Johnson étaient indulgentes par rapport à celles des Républicains radicaux. Ce différend représentait le conflit auquel étaient confrontés de nombreux démocrates de guerre, dans la mesure où ils soutenaient l'Union, mais ne souhaitaient pas punir sévèrement les anciens confédérés ni protéger fortement les droits des anciens esclaves. En 1868, avant la première élection présidentielle de l'après-guerre civile, le président Johnson était candidat à l'investiture du parti démocrate pour la présidence. Cependant, il termina deuxième sur les 22 bulletins de vote déposés à la Convention démocrate, et perdit la nomination au profit de l'ancien gouverneur de New York, Horatio Seymour, un ancien Copperhead.
Lincoln nomma d'autres démocrates de guerre à de hautes fonctions civiles et militaires. Certains rejoignirent le parti républicain, tandis que d'autres restèrent démocrates.

## Personnalités du parti
D'éminents Démocrates de guerre sont notamment :
- Andrew Johnson, sénateur du Tennessee et gouverneur militaire du Tennessee, qui a été élu vice-président en 1864 sur un billet avec Lincoln et est devenu président après l'assassinat de Lincoln
- George Bancroft, historien et rédacteur de discours présidentiels
- John Brough, gouverneur de l'Ohio
- Benjamin Butler, membre du Congrès du Massachusetts et général de l'Union
- John Cochrane, membre du Congrès et général
- Reverdy Johnson, sénateur du Maryland
- John Alexander McClernand, général de l'Union de l'Illinois
- John Adams Dix, secrétaire au Trésor et à l'Union générale de James Buchanan
- Stephen A. Douglas, sénateur de l'Illinois et candidat du Parti démocrate du Nord à l'élection présidentielle de 1860, mort quelques semaines après le début de la guerre
- Joseph Holt, secrétaire à la guerre de Buchanan et juge-avocat général de l'armée de Lincoln
- Francis Kernan, membre du Congrès de New York
- Michael Crawford Kerr, 32e président de la Chambre des représentants des États-Unis du 6 décembre 1875 au 19 août 1876
- John A. Logan, membre du Congrès de l'Illinois et général de l'Union
- George B. McClellan, président des chemins de fer, candidat général de l'Union et démocrate à la présidence en 1864
- Joel Parker, gouverneur du New Jersey
- Edwards Pierrepont, nommé en 1875 procureur général par le président Ulysses S. Grant
- Samuel J. Randall, président de la chambre des représentant (1876-1881)
- William Rosecrans, a dirigé l'Union à Chickamauga et a été invité à se présenter avec Lincoln en tant que démocrate de guerre en 1864
- Daniel Sickles, ancien membre du Congrès de New York qui a dirigé le IIIe Corps d'armée à Gettysburg
- David Tod, gouverneur de l'Ohio
- Edwin M. Stanton, procureur général de Buchanan et secrétaire à la guerre de Lincoln, qui est passé au parti républicain en 1862.